# 冠稲荷神社
冠稲荷神社（かんむりいなりじんじゃ）は、群馬県太田市細谷町にある神社である。日本七社（日本七稲荷）の一つを称する。かつては養蚕の神として崇められ、旧社格は村社。

## 祭神
- 宇迦御魂神[3]
- 大穴牟遅神
- 太田神
- 大宮能売神
- 保食命
- 少彦名神
- 品陀和気神
- 菊理日売神
- 市杵島毘売神
- 大物主神
- 菅原道眞公
- 健御名方神
- 素盞鳴神
- 奇稲田比賣神
- 天照大御神
- 祓戸四神
- 薬師菩薩明神

## 概要
1125年（天治2年）、源義国による創建と伝わる。
1174年（承安4年）、源義経が奥州に下向する際、源氏ゆかりの社であることを知り、冠の中に勧請してきた伏見稲荷大社の分霊を鎮祭したことにより冠稲荷と呼ばれるとされる。
1333年（元弘3年）、新田義貞が挙兵の際戦勝祈願を行い、勝利を収めたため重箱獅子を奉納、キンモクセイを植え、神領を寄進したという。
境内に咲く県指定天然記念物の木瓜の花は有名。

## 境内

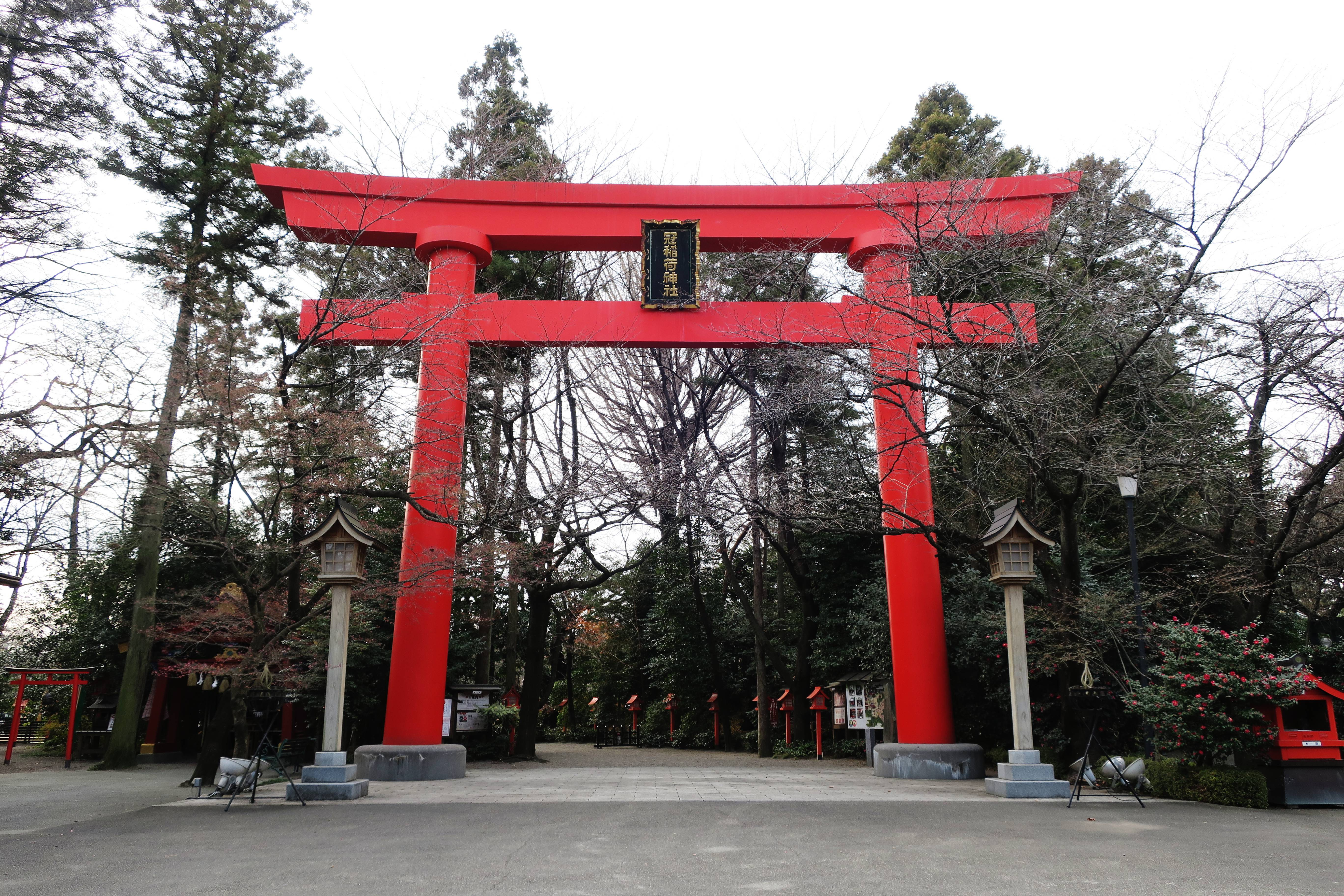
甲（きのえ）大鳥居
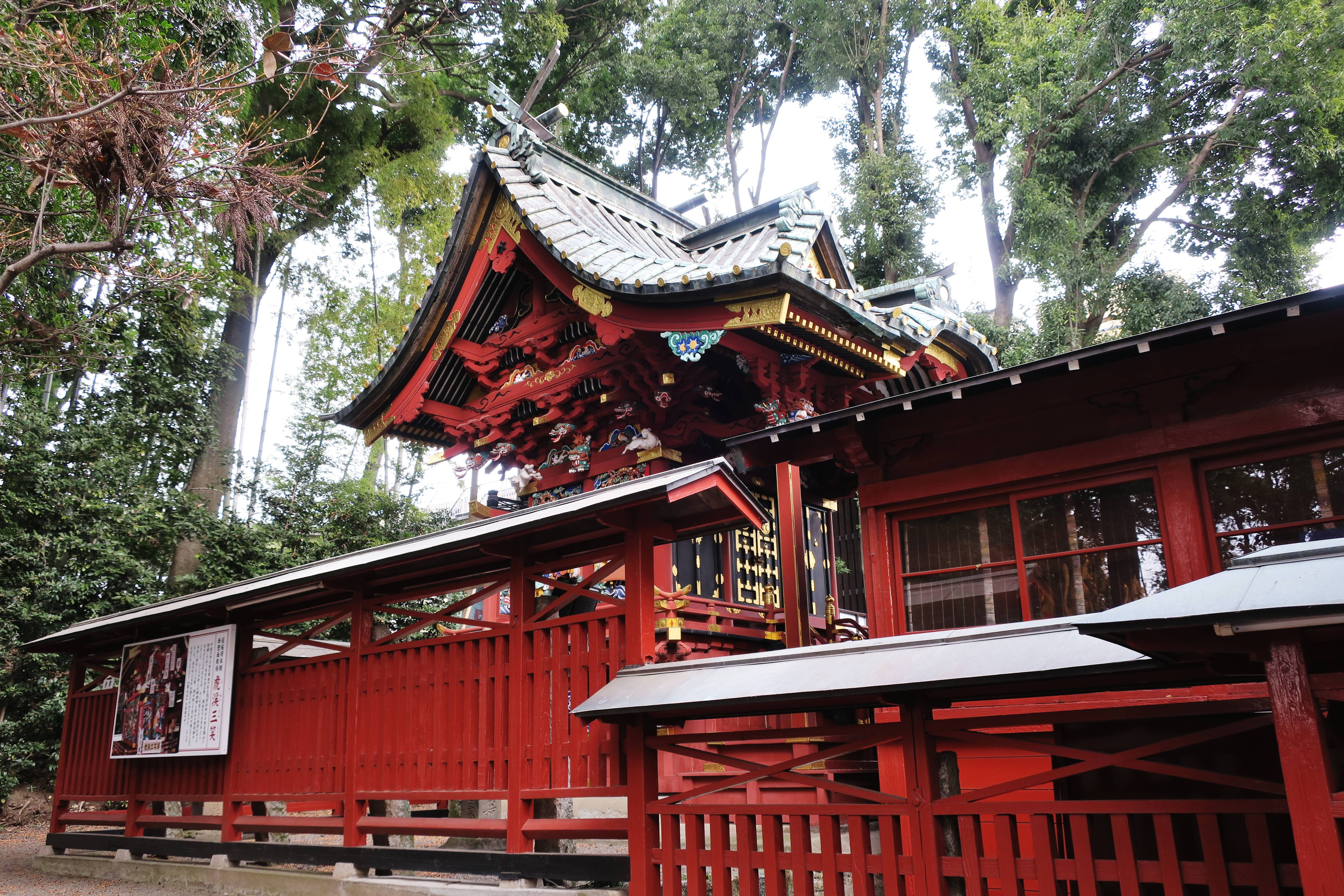
本殿
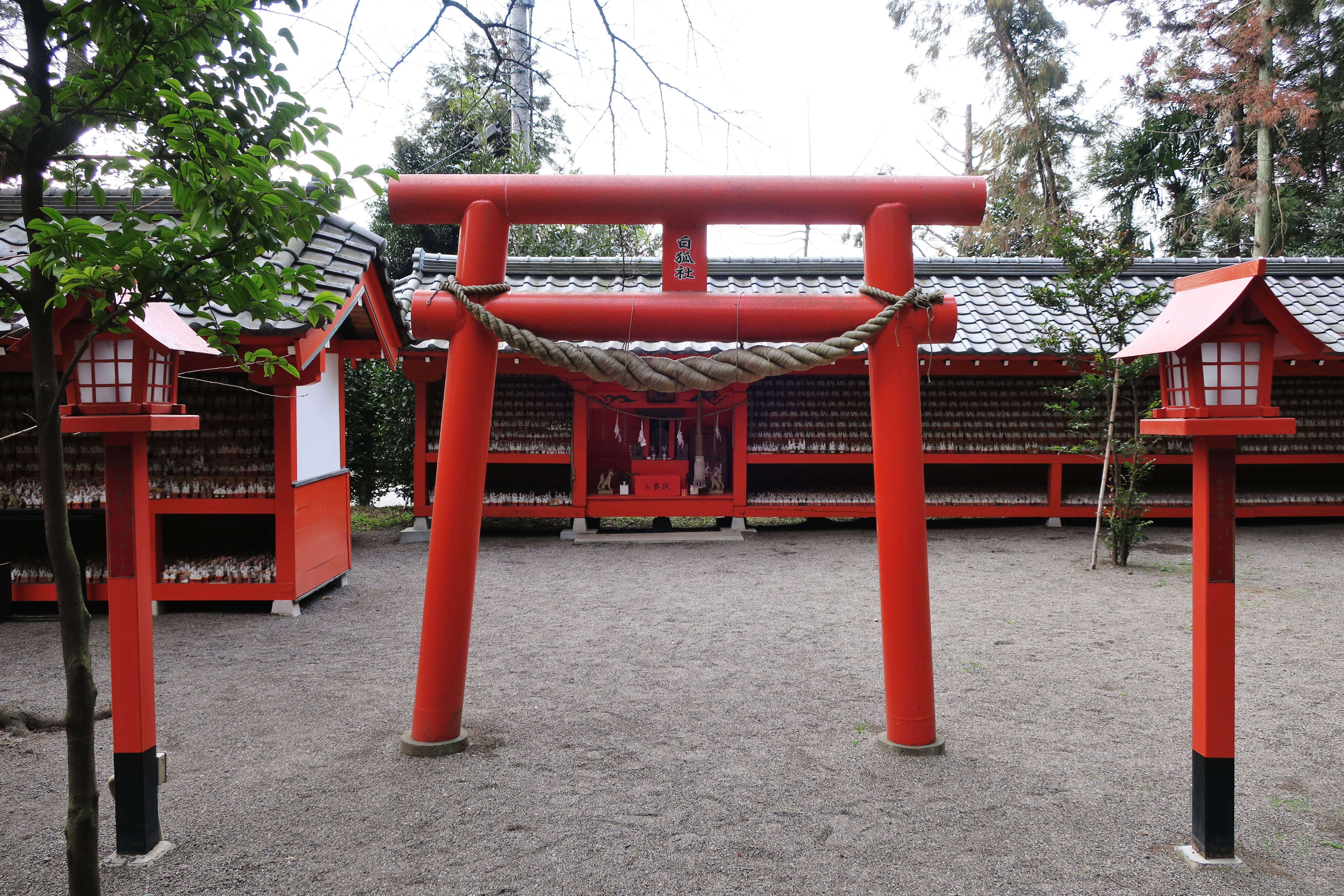
いなり白狐社
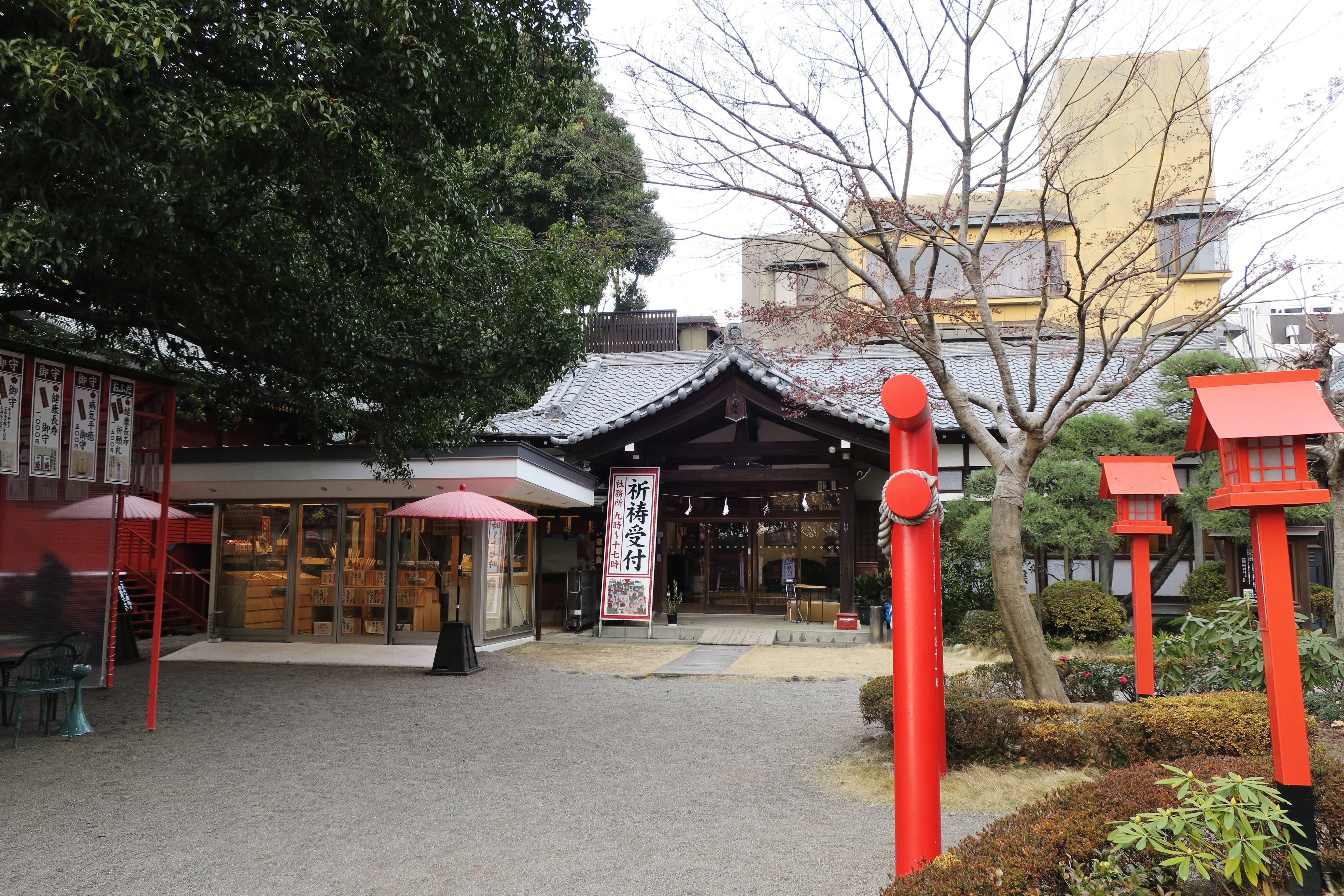
社務所
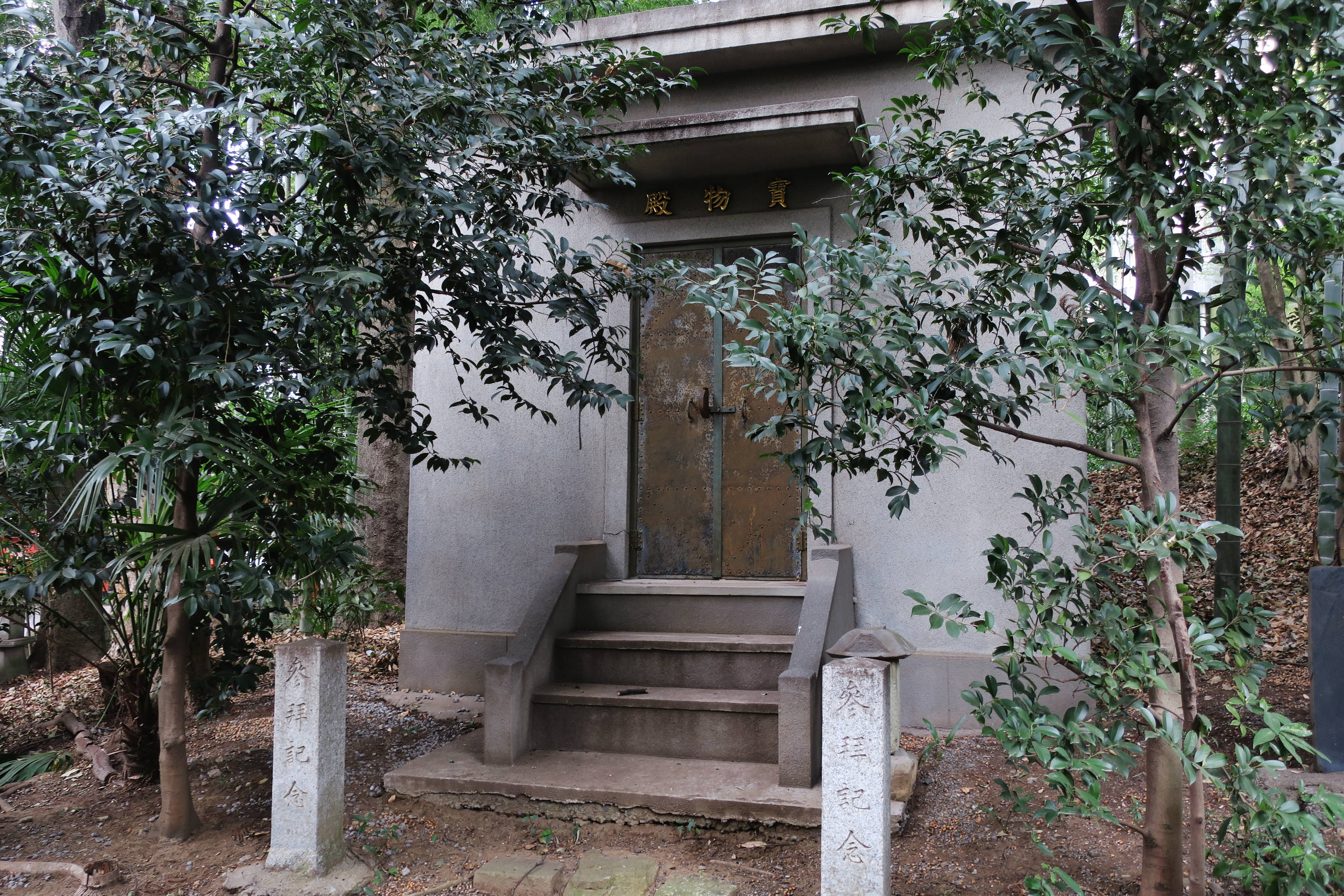
宝物殿

## 文化財

### 群馬県指定文化財
群馬県指定重要文化財
- 冠稲荷神社の本殿並びに聖天宮（昭和47年9月26日指定）[5] - 本殿は三間社流造、千鳥破風向拝唐破風付、享保7年（1767年）の建築。聖天宮は四方入母屋造唐破風付の瓦葺で、安政4年（1857年）の建築[3]。2024年に県指定重要文化財指定を県知事に答申。[6]
- 冠稲荷神社の拝殿（平成2年3月26日指定）[7] - 寛政11年（1799年）の建築[3]。2024年に県指定重要文化財指定を県知事に答申。[6]

- 最上流算額文化11年銘　附関流算額文化9年銘（昭和51年5月7日指定）[8] - 冠稲荷神社には3面の算額が奉納されており、文化9年（1812年）3月に関流の金井良之が奉納したものと、文化11年（1814年）に最上流の大川栄信門人の大川直信ら3名が奉納したものが文化財指定を受けている[9]。

群馬県指定天然記念物
- 冠稲荷のボケ（昭和30年1月14日指定）[10] - 樹高約3.5ｍ、根元回り約3mの緋ボケで、約500本の樹が分岐して半円形状に叢生し株を形成している。3月中旬から4月上旬にかけて開花し秋に結実する。樹齢は300～400年と推定されている。[11]

### 太田市指定文化財
太田市指定重要無形民俗文化財
- 細谷冠稲荷の獅子舞（平成6年3月25日指定）[12] - 新田義貞が重箱獅子を奉納したことに由来するとされ、初午大祭で奉納される。一時中断したが再興された。系統は箱田流とされ、一人立ち3頭獅子で雄獅子、雌獅子、法眼から成る[13]。

## アクセス

### 自動車
- 国道354号太田バイパス沿い
- 東北自動車道館林ICより約40分
- 関越自動車道花園ICより約30分
- 北関東自動車道伊勢崎ICより約20分

### 電車
- 東武伊勢崎線
  - 太田駅よりタクシーで15分
  - 細谷駅より徒歩20分

## 周辺
- 太田市立沢野小学校
- 国指定史跡「高山彦九郎宅跡附遺髪塚」